# Pautaines-Augeville
Pautaines-Augeville ist eine ehemalige Gemeinde mit 28 Einwohnern (Stand: 1. Januar 2022) im französischen Département Haute-Marne in der Region Grand Est. Sie gehörte zum Arrondissement Saint-Dizier. Die Bewohner werden Pautainois und Pautainoises genannt.
Der Erlass des Präfekten vom 28. Februar 2013 legte mit Wirkung zum gleichen Tag die Eingliederung von Pautaines-Augeville als Commune déléguée zusammen mit der früheren Gemeinde Épizon zur gleichnamigen Commune nouvelle Épizon fest.

## Geografie
Pautaines-Augeville liegt im Nordosten des Départements Haute-Marne etwa 42 Kilometer südöstlich von Saint-Dizier, etwa 28 Kilometer westlich von Neufchâteau und etwa 30 Kilometer nordnordöstlich von Chaumont im Südosten der historischen Provinz der Champagne. Der Ort befindet sich auf dem Plateau zwischen den Flusstälern von Marne und Maas im Einzugsgebiet der Seine und wird vom zeitweise trockenfallenden Ruisseau Bouillon entwässert, der hier entspringt und sein Gebiet im Osten begrenzt. Das Bodenrelief ist hügelig ausgeprägt mit Höhen durchweg über 300 m und im nördlichen Ortsgebiet einem hervorgehobenen, von Südwest nach Nordost verlaufenden Höhenzug. Dort wird mit 398 m auch die höchste Erhebung des Orts gemessen. Das Ortszentrum liegt auf etwa 372 m Höhe.
Umgeben wird Pautaines-Augeville von vier Nachbargemeinden und der Commune déléguée der Commune nouvelle Épizon:
| Domremy-Landéville    | Épizon (Commune déléguée)                   |        |
| Doulaincourt-Saucourt | Kompassrose, die auf Nachbargemeinden zeigt | Busson |
|                       | Roches-Bettaincourt                         |        |

## Geschichte
Im Jahre 1973 wurde die bis dahin selbstständige Gemeinde Augeville eingemeindet.
Pautaines wird im 10. Jahrhundert unter dem Namen Profonda Fontana in einer Urkunde erwähnt. Noch im 13. Jahrhundert wurde die Siedlung Profondes Fontaines genannt.
Augeville erschien 871 als Agini-Bodi in einer Urkunde von Guibert, Graf von Andelot (heute Ortsteil von Andelot-Blancheville). Der Name erschien in der Folge als Algisi-Villa. Im Jahre 1005 stiftete der Bistum ToulBischof von Toul die Kirche Saint-Hubert dem Priorat von Saint-Blin. Das Lehen von Augeville war vom Fürstentum Joinville abhängig und zeitweise mit dem von Sailly vereint. 1256 erreichten die Bewohner von Augeville eine Vereinbarung, die teilweise in deren Befreiung von feudalen Pflichten resultierte.

## Bevölkerungsentwicklung
| Pautaines-Augeville: Einwohnerzahlen von 1793 bis 2020                                                                     | Pautaines-Augeville: Einwohnerzahlen von 1793 bis 2020 | Pautaines-Augeville: Einwohnerzahlen von 1793 bis 2020 | Pautaines-Augeville: Einwohnerzahlen von 1793 bis 2020 | Pautaines-Augeville: Einwohnerzahlen von 1793 bis 2020 |
| --- | ------------------------------------------------------ | ------------------------------------------------------ | ------------------------------------------------------ | ------------------------------------------------------ |
| Jahr |                                                        |                                                        |                                                        | Einwohner                                              |
| 1793 | 1793                                                   |                                                        | 213                                                    | 213                                                    |
| 1800 | 1800                                                   |                                                        | 234                                                    | 234                                                    |
| 1806 | 1806                                                   |                                                        | 225                                                    | 225                                                    |
| 1821 | 1821                                                   |                                                        | 233                                                    | 233                                                    |
| 1831 | 1831                                                   |                                                        | 254                                                    | 254                                                    |
| 1836 | 1836                                                   |                                                        | 222                                                    | 222                                                    |
| 1841 | 1841                                                   |                                                        | 222                                                    | 222                                                    |
| 1846 | 1846                                                   |                                                        | 222                                                    | 222                                                    |
| 1851 | 1851                                                   |                                                        | 226                                                    | 226                                                    |
| 1856 | 1856                                                   |                                                        | 191                                                    | 191                                                    |
| 1861 | 1861                                                   |                                                        | 208                                                    | 208                                                    |
| 1866 | 1866                                                   |                                                        | 198                                                    | 198                                                    |
| 1872 | 1872                                                   |                                                        | 178                                                    | 178                                                    |
| 1876 | 1876                                                   |                                                        | 173                                                    | 173                                                    |
| 1881 | 1881                                                   |                                                        | 155                                                    | 155                                                    |
| 1886 | 1886                                                   |                                                        | 136                                                    | 136                                                    |
| 1891 | 1891                                                   |                                                        | 141                                                    | 141                                                    |
| 1896 | 1896                                                   |                                                        | 138                                                    | 138                                                    |
| 1901 | 1901                                                   |                                                        | 108                                                    | 108                                                    |
| 1906 | 1906                                                   |                                                        | 115                                                    | 115                                                    |
| 1911 | 1911                                                   |                                                        | 99                                                     | 99                                                     |
| 1921 | 1921                                                   |                                                        | 81                                                     | 81                                                     |
| 1926 | 1926                                                   |                                                        | 67                                                     | 67                                                     |
| 1931 | 1931                                                   |                                                        | 61                                                     | 61                                                     |
| 1936 | 1936                                                   |                                                        | 56                                                     | 56                                                     |
| 1946 | 1946                                                   |                                                        | 67                                                     | 67                                                     |
| 1954 | 1954                                                   |                                                        | 38                                                     | 38                                                     |
| 1962 | 1962                                                   |                                                        | 29                                                     | 29                                                     |
| 1968 | 1968                                                   |                                                        | 27                                                     | 27                                                     |
| 1975 | 1975                                                   |                                                        | 34                                                     | 34                                                     |
| 1982 | 1982                                                   |                                                        | 25                                                     | 25                                                     |
| 1990 | 1990                                                   |                                                        | 21                                                     | 21                                                     |
| 1999 | 1999                                                   |                                                        | 27                                                     | 27                                                     |
| 2006 | 2006                                                   |                                                        | 26                                                     | 26                                                     |
| 2013 | 2013                                                   |                                                        | 25                                                     | 25                                                     |
| 2020 | 2020                                                   |                                                        | 21                                                     | 21                                                     |
| Quelle(n): EHESS/Cassini bis 1999, INSEE ab 2006 Anmerkung(en): Ab 1962 offizielle Zahlen ohne Einwohner mit Zweitwohnsitz |                                                        |                                                        |                                                        |                                                        |

## Sehenswürdigkeiten
- Kirche Saint-Hubert im Ortsteil Augeville
- Kirche Saint-Nicolas im Ortsteil Pautaines